# Curtis Dawkins
Curtis Dawkins ist ein amerikanischer Autor.

## Leben
Curtis Dawkins wuchs in Louisville (Illinois) auf. 2000 schloss er einen Master in Kreativem Schreiben an der Western Michigan University ab.
2004 tötete Dawkins unter Drogeneinfluss bei einem mutmaßlichen Raubüberfall einen anderen Mann und wurde zu einer lebenslangen Freiheitsstrafe ohne Bewährung verurteilt. Später gab er an, mehrere Jahre alkohol- und drogenabhängig gewesen zu sein.
Mit seiner ehemaligen Lebensgefährtin, Kimberly Knutsen, hat er drei Kinder. Knutsen unterrichtet Englische Literatur an der Concordia University in Portland.

## Werk
Im Juli 2017 erschien im Verlag Scribner sein erstes Buch, eine Sammlung von Kurzgeschichten unter dem Titel The Graybar Hotel. Die Erzählungen handeln von unbenannten Gefängnisinsassen in der Lakeland Correctional Facility in Michigan und tragen stark autobiografische Züge.
Zum Erscheinungstermin wurde der Erzählband auf der Titelseite der New York Times besprochen und löste eine Kontroverse aus.
Die deutsche Übersetzung von The Graybar Hotel ist im Frühjahr 2018 im Suhrkamp Verlag erschienen.

## Publikationen
- The Graybar Hotel, 2017
  - Deutsch: Alle meine Freunde haben wen umgebracht, Suhrkamp Verlag, Berlin 2018, ISBN 978-3-518-46857-9